# Benjamin Britten: A Life in the Twentieth Century
Benjamin Britten: A Life in the Twentieth Century è un libro dell'autore e compositore australiano Paul Kildea, pubblicato per la prima volta nel gennaio 2013 in occasione del centenario del compositore britannico Benjamin Britten. Il libro è stato pubblicato sul Book of the Week di BBC Radio 4 nel febbraio 2013.